# Závraty
Závraty (en allemand : Zawraten) est une commune du district de České Budějovice, dans la région de Bohême-du-Sud, en République tchèque. Sa population s'élevait à 50 habitants en 2020.

## Géographie
Závraty se trouve à 9 km au sud-ouest de České Budějovice et à 127 km au sud de Prague.
La commune est limitée par Lipí au nord, par Homole à l'est et au sud-est, par Vrábče au sud et par Hradce à l'ouest.

## Histoire
La première mention écrite du village date de 1365.